# Деревня тигров
«Деревня Тигров» (кит. трад. 惡虎村, палл. Е Ху цунь, англ. Village of Tigers) — гонконгский художественный фильм производства студии братьев Шао. Последний фильм режиссёра Гриффина Юэ Фэна, после которого он ушёл из кино.

## Сюжет
Жители деревни Свирепых Тигров во главе с Ху Цзяо намереваются убить Ло Хунсюня, известного как Меч Южного Неба. Попытки добиться цели не приносят желаемого результата. Между тем девятая мисс из семьи Ба узнаёт, что её брат вступил в сговор с предводителем деревни. Кроме того, она уверена, что её ограбил человек, которому она помогла (не зная, что этим человеком был Ло Хунсюнь). Ху Цзяо находит способ устранить Хунсюня — натравить семью Ба на героя Ло.

## В ролях
- Юэ Хуа[кит.] — Ло Хунсюнь
- Шу Пэйпэй — девятая мисс
- Ван Ся[кит.] — Ху Цзяо
- Карен Ип — Бао Инхуа
- Тун Линь — герой Бао
- Чжань Сэнь[англ.] — Цзинь Лин
- Кан Хуа (Алекс Дун Ли) — Ба Цзе
- У Вэй — бабушка Ба
- Тхон Тхиньхэй — Ба Лунъэр
- Ли Миньлан — друг Цзяо
- Ван Ханьчэнь — друг Цзяо
- Хо Кон — друг Цзяо
- Чэнь Хао — Хуэр
- Вань Чуншань[кит.] — клиент гостиницы
- Тан Ди — Тин Хуцзянь
- Лань Вэйле — главный Лю

Джеки Чан, не указанный в титрах, исполнил роль бандита.

## Кассовые сборы
В Гонконге за пять дней проката фильм заработал всего лишь 167 056 HK$ — 82 место за 1974 год среди фильмов гонконгского производства.

## Отзывы
Фильм получил неблагоприятные отзывы со стороны кинокритиков. Уилл Коуф с сайта Silver Emulsion Film Reviews пишет, что даже финал фильма не спасает картину от заурядности. Борис Хохлов придерживается аналогичного мнения: 
В этих фильмах, с одной стороны, всё донельзя банальное и посредственное, но, с другой, чисто технически снято так, что не придерёшься – всё-таки работали профессионалы с огромным багажом из больших проектов.